# Сукоб ЈНА и хрватских оружаних снага 1991.
Сукоб Југословенске народне армије и хрватских снага ( МУП-а Републике Хрватске и Збора народне гарде) у Републици Хрватској 1991. године био је низ сукоба током Хрватског рата за независност. ЈНА је првобитно деловала ради очувања СФР Југославије и спречавања етничких сукоба на територији Републике Хрватске. Уједно ЈНА је у почетној фази покушавала да формира тампон зону између оружаних формација Хрватске и оружаних формација побуњеног српског народа у Републици Хрватској, с обзиром да је у том периоду Република Хрватска била још увек de iure део СФРЈ.
Други део овог сукоба подразумевао је деблокаду  касарни ЈНА које је опсео ЗНГ. Опсада и касније заузимање неколико објеката ЈНА омогућили су Хрватској да наоружа своју до тада слабо опремљену војску и да опреми и регрутује нове хрватске регруте и официре Југословенске народне армије.
Трећи део сукоба подразумевао је потпуни војни одговор ЈНА на ситуацију у којој се нашла од стране хрватских снага, као и на немогућност даљег спречавања етничког сукоба. Овај део сукоба се емитовао ефективно од 20. септембра 1991. године, иако су већ предузете релативно мање офанзивне акције. Почетком октобра, првобитни циљеви акције су смањени, јер су председник Републике Србије Слободан Милошевић и његови савезници, као присталице опстанка "крње" Југославије стекли већу контролу над ЈНА. Након тога, циљеви акције су редефинисани како би се хрватским властима ускратио приступ деловима Хрватске у којима је српско становништво прогласило САО Крајину , те како би се заштитило локално српско становништво. Сукоб ЈНА са хрватским снагама  је кулминирао крајем новембра и почетком децембра битком за Вуковар и опсадом Дубровника. Ограничени хрватски контранапад и развој Хрватске војске довели су до застоја на бојном пољу.
Стратешка ситуација је омогућила развој Венсовог плана — прекида ватре под надзором мировних снага Уједињених нација, чији је циљ био стварање услова за политичко решење сукоба у Хрватској. Сарајевски споразум, који се тиче спровођења прекида ватре, потписан је 2. јануара 1992. године, чиме је сукоб окончан. А ЈНА на линији разграничења између хрватских и српских снага су замениле мировне снаге УН . Само у 1991. години, рат у Хрватској је проузроковао више од 7.000 смртних случајева и интерно расељавање 400.000–600.000 људи.Више од 1.700 особа се и даље води као нестало као резултат овог сукоба.

## Позадина
Године 1990, након изборног пораза владе Социјалистичке Републике Хрватске, етничке тензије су се повећале. Југословенска народна армија (ЈНА) је конфисковала оружје хрватске Територијалне одбране ( Територијална одбрана ) како би свела на минимум потенцијални отпор. Дана 17. августа, тензије су ескалирале у отворену побуну хрватских Срба, усредсређену на претежно српско насељена подручја далматинског залеђа око Книна, делове Лике, Кордуна, Бановине и источну Хрватску. У јануару 1991. године, Србија, уз подршку Црне Горе и српских покрајина Војводине и Косова, два пута је безуспешно покушала да добије одобрење од југословенског Председништва за распоређивање ЈНА ради разоружавања хрватских снага безбедности. Након окршаја без крви између милиције Српске Крајине и хрватске специјалне полиције у марту, ЈНА, уз подршку Србије и њених савезника, затражила је од савезног Председништва да јој додели ратна овлашћења и прогласи ванредно стање. Захтев је одбијен 15. марта, и до лета 1991. године, ЈНА је дошла под контролу српског председника Слободана Милошевића, док се југословенска федерација почела распадати.
Милошевић је постао де факто командант ЈНА када је обезбедио контролу над упражњеним савезним председништвом и кроз свој утицај на савезног министра одбране генерала Вељка Кадијевића и начелника Генералштаба ЈНА Благоја Аџића. Милошевић, преферирајући кампању усмерену на проширење Србије уместо на очување Југославије, јавно је запретио да ће ЈНА заменити српском војском и изјавио да више не признаје ауторитет савезног председништва. Ова претња је навела ЈНА да постепено одустане од планова за очување Југославије у корист проширења Србије. До краја месеца, сукоб је ескалирао и дошло је до првих жртава. ЈНА је потом интервенисала да подржи герилце и спречи хрватску полицију да интервенише. Почетком априла, вође српске побуне у Хрватској изјавиле су своју намеру да интегришу подручје под својом контролом са Србијом. Влада Хрватске је то сматрала чином сецесије.
Почетком 1991. године, Хрватска није имала редовну војску. У настојању да ојача своју одбрану, удвостручила је број полицајаца на око 20.000. Најефикаснији део снага била је специјална полиција од 3.000 људи распоређена у 12 батаљона који су усвојили принципе војне организације. Поред тога, постојало је 9.000–10.000 регионално организованих резервних полицајаца; они су били распоређени у 16 батаљона и 10 независних чета, али јединицама је недостајало оружје. У мају, као одговор на погоршање ситуације, хрватска влада је основала Хрватску народну гарду ( Збор народне гарде – ЗНГ) спајањем батаљона специјалне полиције у четири гардијске бригаде. Гардијске бригаде су у почетку бројале око 8.000 војника и биле су потчињене Министарству одбране на челу са пензионисаним генералом ЈНА Мартином Шпегељем . Регионална полиција, која је до тада проширена на 40.000 људи, такође је припојена ЗНГ и реорганизована у 19 бригада и 14 независних батаљона. Гардијске бригаде су биле једине јединице ЗНГ које су биле потпуно опремљене лаким оружјем, док је у ЗНГ недостајало теже оружје и ефикасна структура командовања и контроле. У то време, хрватске залихе оружја састојале су се од 30.000 комада лаког оружја купљеног у иностранству, поред 15.000 комада које је раније било у власништву полиције. Нова специјална полиција од 10.000 људи је основана да замени особље пребачено у гардијске бригаде ЗНГ.
Хрватски поглед на улогу ЈНА у српској побуни постепено се мењао између јануара и септембра 1991. године. Првобитни план хрватског председника Фрање Туђмана био је да добије подршку за Хрватску од Европске заједнице (ЕЗ) и Сједињених Држава, а он је одбацио савет да се заузму касарне и складишта ЈНА у земљи. Туђманов став је био мотивисан његовим уверењем да Хрватска не може да добије рат против ЈНА. ЗНГ је била ограничена на одбрамбену улогу иако су деловања ЈНА изгледала координисана са снагама хрватских Срба. Овај утисак је појачан тампон зонама које је ЈНА успоставила након оружаних сукоба између хрватских српских герилаца и ЗНГ - ЈНА је интервенисала након што је ЗНГ изгубила територију, остављајући хрватским Србима контролу над територијом. Штавише, ЈНА је обезбедила део оружја хрватским Србима, иако је већина оружја обезбеђена из залиха српске ТО и Министарства унутрашњих послова . Након почетка интервенције ЈНА у Словенији крајем јуна, регрути су почели да дезертирају из ЈНА и врло мало њих је регрутовано да их замени, осим у Србији.

## Увод
ЈНА је директно интервенисала против Хрватске почетком јула у Барањи, северно од града Осијека. 1. августа су истерали хрватске снаге из Ердута, Аљмаша и Даља, а из Барање око 22. августа. Током лета 1991. године, војска хрватских Срба се консолидовала на територији под својом контролом. У Бановини, Глина је заузета од ЗНГ 26. јула. Истог дана, заузете су две хрватске полицијске станице у близини Хрватске Костајнице, чиме је град изолован. Нападе, под шифром „Операција Жаока“, извршила је 7. Банијско-пацифичка дивизија, предвођена книнском специјалном полицијом коју је предводио Драган Васиљковић. Након заузимања полицијске станице Козиброд, српске снаге су починиле прво масовно убиство, у којем је погинуло десет заробљених полицајаца и седамнаест цивила.
ЗНГ је успешно бранио Хрватску Костајницу до средине септембра. У августу, хрватски Срби који су деловали под оперативном контролом ЈНА сукобили су се са ЗНГ око Осијека, Вуковара и Винковаца у источној Славонији. Борбе у источној Славонији довеле су до блокаде касарни ЈНА у тим градовима од стране ЗНГ и ограничиле борбе против тамошњих гарнизона. У западној Славонији, милиција хрватских Срба покушала је да напредује у Дарувар, али их је ЗНГ задржала у подручју око Окучана и јужно од Пакраца пре него што је ЈНА тамо формирала тампон зону. Након ових борби, Хрватској је ускраћено коришћење главних транспортних рута између Загреба и Славоније. У северној Далмацији, ЈНА је покренула неколико сукоба са ЗНГ и координирала свој напредак са снагама хрватских Срба. Ови напади су кулминирали заузимањем Кијева 26. августа и Масленичког моста 11. септембра. Заузимање моста прекинуло је последњу преосталу путну везу између Далмације и остатка Хрватске. У лето 1991. године, учинак ЗНГ-а је био лош због недостатка људства и наоружања, и неадекватно командовање и контролу. Професионалне трупе ЗНГ-а биле су боље обучене од својих противника, са изузетком книнске специјалне полиције коју је формирала Служба државне безбедности Србије.
Дана 1. септембра 1991. године, Туђман је прихватио предложени прекид ватре и мировну конференцију Европске комисије, упркос свом ултиматуму којим је захтевао да се ЈНА врати у касарне до 31. августа. Након што га је прихватило и Председништво Југославије, конференција је почела 7. септембра. Четири дана касније, хрватски члан и председник савезног председништва, Стјепан Месић, наредио је ЈНА да се врати у касарне у року од 48 сати. Потез је мотивисан Туђмановим утиском да би конференција трајала бесконачно док ЗНГ губи територије. Наредбу су оспорили други чланови председништва, али је дала Хрватској оправдање да се отворено суочи са ЈНА. Дана 14. септембра, ЗНГ и хрватска полиција блокирале су и прекинуле комуналне услуге свим објектима ЈНА којима су имале приступ, започињући Битку за касарну. ЗНГ је блокирала 33 велика гарнизона ЈНА у Хрватској, и бројне мање објекте, укључујући граничне прелазе и складишта оружја и муниције. ЗНГ је брзо заузела изоловане објекте и складишта, као и неколико главних положаја ЈНА, и запленила велике количине оружја — укључујући заплену целих залиха 32. (Вараждинског) корпуса ЈНА и скоро свег оружја конфискованог од хрватске ТО. ЈНА је изгубила контролу над осам бригада — укључујући једну оклопну и две механизоване бригаде и три артиљеријска пука — док су додатне снаге у Петој војној области ЈНА и њеној Војно-поморској области остале под опсадом.  Значај битке код касарне појачан је увођењем ембарга на оружје Уједињених нација (УН) 25. септембра. У септембру је Антон Тус именован за начелника Генералштаба Оружаних снага Републике Хрватске.

## Ток борбе
Почетком септембра 1991. године, ЗНГ је имала 8.000 војника са пуним радним временом и 40.000 резервиста. Четири гардијске бригаде са пуним радним временом биле су једине јединице ЗНГ које су биле потпуно опремљене лаким наоружањем, али чак ни њима је недостајало тешко наоружање. Основане су специјалне полицијске снаге од 10.000 људи како би се заменило особље пребачено из првобитних јединица специјалне полиције у гардијске бригаде. У септембру, хрватске залихе лаког наоружања састојале су се од 30.000 комада купљених у иностранству, поред 15.000 комада које је раније било у власништву полиције. Битка за касарну резултирала је великим повећањем залиха оружја ЗНГ-а, што је омогућило потпуно наоружавање постојећих јединица, формирање додатних 40–42 бригаде и распоређивање укупно 200.000 војника и 40.000 полицајаца до краја године. ЗНГ је запленила 250 тенкова, 400–500 тешких артиљеријских оруђа, 180.000 комада лаког оружја и 2.000.000 long tons (2.200.000 short tons) муниције. Поред тога, 3.000 официра, углавном хрватске националности, променило је верност и напустило ЈНА да би се придружило ЗНГ. Године 1991, ЗНГ су подржавале Хрватске одбрамбене снаге (ХОС) — милиција коју је формирала Хрватска странка права. Странка је навела да има чак 3.000 војника, али је полиција проценила да их има 250 наоружаних милиционера.
ЈНА је планирала двостепену мобилизацију трупа. Први талас позива извршен је у јулу, а циљ је био да застраши Хрватску без покретања стварне офанзиве и да омогући благовремено распоређивање кључних јединица. Након што прва фаза мобилизације није успела да одврати хрватске снаге, друга фаза је почела 15. септембра; дочекана је масовним одбијањем мобилисаног особља да се јави у своје одређене јединице, дезертерствима и општим недостатком ентузијазма за кампању. То је резултирало ниском расположивошћу трупа, приморавајући ЈНА да распореди мање пешадијских јединица и да одустане од неких операција. Одзив на мобилизацију био је посебно лош у централној Србији, где се само 26% позваних јавило на службу. Ипак, у септембру 1991. године, ЈНА је отпустила регруте који су одслужили рок и достигла 73% планираног броја трупа. Проблеми са мобилизацијом деморализовали су трупе ЈНА и команданте. Захтев који је генерална команда ЈНА упутила Милошевићу за општу мобилизацију ради јачања броја трупа одбијен је јер није веровао да је кампања потребна нити изводљива. Упркос проблемима са мобилизацијом, снаге ЈНА и ТО распоређене у подршку кампањи састојале су се од приближно 145.000 војника, 1.100 тенкова, 700 других оклопних возила и 1.980 артиљеријских оруђа, уз подршку Југословенског ратно-ваздухопловства и Морнарице.
ЈНА је развила план за војни пораз Хрватске, свргавање њене владе и стварање услова неопходних за даље постојање Југославије. План је измењен у септембру 1991. године како би се прилагодио опсади гарнизона ЈНА од стране ЗНГ, укључујући укидање блокаде у циљеве кампање. План је подразумевао пет кампања на нивоу корпуса, осмишљених да наметну ваздушну и поморску блокаду Хрватске, заузму територију насељену Србима и ослободе касарне под опсадом ЗНГ. Осови напада су били одређени као Градишка–Вировитица, Бихаћ–Карловац–Загреб, Книн–Задар и Мостар–Сплит. Оклопне и механизоване снаге су имале задатак да заузму источну Славонију и напредују на запад према Загребу и Вараждину. Ово је идентификовано као главни циљ кампање.  Коначно, планирана је копнена блокада Дубровника, заједно са напредовањем на запад према реци Неретви ради подршке продору ка Сплиту. План је можда предложио повлачење ЈНА у подручја Хрватске насељена Србима или из целе Хрватске након што циљеви буду испуњени, али извори се сукобљавају по том питању.

### Септембарска офанзива
У источној Славонији, ЈНА је одговорила на опсаду ЗНГ свог гарнизона у Вуковару и 14. септембра 1991. распоредила је трупе да ослободе касарну. Независно од тог напора, главни ударац кампање против Хрватске је првобитно планиран да почне 21. септембра. Јужна оперативна група ударца, предвођена 1. гардијском механизованом дивизијом, требало је да деблокира опсаду ЗНГ касарне ЈНА у Винковцима и стигне до Нашица и Славонског Брода за два до три дана. Током наредна четири до пет дана, очекивало се да група стигне до линије Окучани–Сухопоље напредујући преко пута Ђаково–Пожега и аутопута Загреб–Београд, избегавајући већа насељена места. Северна оперативна група, потчињена 12. (Новосадском) корпусу, требало је да напредује од Осијека до Нашица, а затим даље на запад према Бјеловару. Двема оперативним групама је додељено приближно 57.000 војника и 5.000 помоћног особља. 17. (Тузлански) корпус је вероватно имао задатак да пређе реку Саву која означава границу Хрватске — код Славонског Брода и Славонског Шамца како би се придружио нападу на запад дуж аутопута, али до преласка никада није дошло.
Кампања је померена за један дан, на 20. септембар. Промена распореда је навела Прву гардијску механизовану дивизију ЈНА да се ангажује у борби по доласку у источну Славонију без извиђања или припреме. Настала саобраћајна гужва на путу Шид–Товарник–Стари Јанковци спречила је јединице за премошћавање да стигну до реке Босут. То је заузврат спречило Прву гардијску дивизију да пређе реку и ограничило је на подручје између Босута и Дунава, источно од Винковаца. Поред јединица за премошћавање, дивизија није примила 80. моторизовану бригаду која се, изгледа, распала пре него што је стигла до хрватске границе и Другу гардијску механизовану бригаду – жртву бомбардовања пријатељском ватром у подручју између Товарника и Илаче поред границе. Неколико јединица Новосадског корпуса такође се распало када је морал опао након низа инцидената са пријатељском ватром.
Бањалучки корпус је био задужен за главну осу напредовања од Окучана ка Дарувару и Вировитици у западној Славонији, и секундарни продор од Окучана ка Кутини. Овај задатак је био у складу са линијом коју је очекивао главни удар ЈНА која је напредовала са истока за око недељу дана. Корпус је већ распоредио борбену групу 265. механизоване бригаде у близини Окучана како би подржао напредовање које је почело 21. септембра и стигло до Папук планине. Корпус је добио две моторизоване бригаде и једну артиљеријску бригаду као појачање током напредовања, али проблеми са моралом и дезертерствима који су се појавили у источној Славонији били су присутни и у Бањалучком корпусу. У једном таквом случају, 130. механизована бригада, послата као појачање, сведена је на батаљон од 280 војника до 29. септембра. ЈНА је зауставила ЗНГ између Новске, Нове Градишке и Пакраца, иако су неке јединице хрватско-српске милиције заузеле положаје на Билогори и Папуку северно од Пакраца код Вировитице и Слатине, без подршке ЈНА.
Кнински корпус ЈНА, који је већ био потпуно мобилисан и распоређен, започео је кампању у северној Далмацији и јужној Лици 16. септембра 1991. Заузео је Дрниш 18. септембра, али је претрпео поразе код Паковог Села два дана касније и близу Шибеника 22. септембра док је покушавао да заузме град. Након овог пораза, корпус је обуставио своје нападе, осим оних око Госпића у Лици, до краја месеца. Пет дана након што су ЈНА и паравојне јединице Српске гарде изгубиле своје положаје у граду 22. септембра, Кнински корпус је заузео Ловинац. Трупе ЈНА које су се окупљале близу јужног врха Хрватске у дубровачком залеђу састојале су се од елемената Ужичког и Титоградског корпуса. Нису напредовали на хрватско тло до краја септембра због проблема са мобилизацијом у Босни и Херцеговини. У Бановини, ЈНА је заузела Петрињу 21. септембра, али није успела да оствари даљи напредак. Због неуспеха мобилизације ЈНА, планирана кампања на Кордуну била је ограничена на консолидацију положаја око Карловца.  Дана 15. септембра, Југословенска морнарица је блокирала хрватске јадранске луке Пулу, Ријеку, Задар, Сплит и Дубровник недељу дана.

### Смањени циљеви
Дана 30. септембра, Генералштаб ЈНА је смањио циљеве кампање јер није пратио почетни план и заглавио се у блокади. Смањени циљеви су захтевали офанзивне и дефанзивне акције, наношење одлучујућих пораза хрватским снагама у Далмацији и источној Славонији и ударе на виталну инфраструктуру у Хрватској, како би се постигао споразум о евакуацији опкољених објеката ЈНА. Иако су неке јединице на терену почеле да спроводе нова наређења истог дана, она нису у потпуности ступила на снагу пре 4. октобра. Дана 3. октобра, представници Србије и Црне Горе у југословенском председништву изјавили су да су само они постали вршиоци дужности савезног председништва и преузели контролу над ЈНА. Два дана касније, ЈНА је затражила од председништва да одобри општу мобилизацију снага потребних за кампању, али је Милошевић то одбио. До 9. октобра, напори ЈНА су сматрани неуспешним. Њени команданти су формално прихватили улогу коју је Милошевић наметнуо ЈНА и ограничили су њене стратешке циљеве у Хрватској на заштиту подручја насељених Србима.
Напори ЈНА да ослободи вуковарске касарне претворили су се у дуготрајну опсаду, задржавајући 36.000 војника и значајан део оклопних јединица предвиђених за продор ка Загребу и Вараждину. Вуковар је заузет средином новембра, али се победа показала пировом јер је потпуно пореметила целокупну кампању. Током битке за Вуковар, ЈНА је формално одобрила употребу паравојних добровољаца за попуњавање својих редова. Међу њима су били Бели орлови и Српска добровољачка гарда (СДГ), које је обучавало Министарство унутрашњих послова Републике Србије. Дана 12. октобра, савезно председништво је овластило ЈНА да регрутује добровољце, јер се процењује да је 150.000 људи емигрирало из Југославије, док су се други склонили код пријатеља или рођака како би избегли регрутацију у ЈНА. Након заузимања Вуковара, 12. корпус ЈНА и Словеначка војска напредовали су југозападно преко Босута 15–16. новембра, и западно између Винковаца и Осијека 20. новембра, али су хрватске снаге — преименоване у Хрватску војску ( Хрватска војска – ХВ) тог месеца — обуздале њихов напредак. Према речима генерала Животе Панића, тадашњег команданта 1. војне области ЈНА, непосредни циљеви напредовања били су Осијек и Жупања.
У Бановини, ЈНА је 30. септембра стигла до реке Купе и заузела целу њену јужну обалу, осим мостобрана ЗНГ у областима Небојана, Суње и Сиска. Тамо није постигнут даљи напредак. ЈНА је покушала додатни продор ка мостобрану Небојана преко Новог Фаркашића 17. и 18. октобра, а затим и ка Суњи 2. новембра, али оба покушаја су пропала. 4. октобра, ЈНА је покренула напад на Кордуну, у области Карловца, потискујући ЗНГ назад у области Слуња два дана касније. 8. октобра, стигла је до обала река Купе и Коране и интензитет борби је стишао. Највеће појачање непријатељстава у том подручју догодило се 4. и 5. новембра када је гарнизон ЈНА са седиштем у предграђу Карловца пробио опсаду ЗНГ у бици код Логоришта и стигао до територије коју је држала ЈНА источно од града. Даље на југу, ЈНА је заузела Слуњ 17. новембра и Цетинград 29. новембра, елиминишући џеп ЗНГ на Кордуну. Активност ЈНА у Лици била је ограничена на гранатирање и ваздушне нападе на Госпић и Оточац, а врхунац је достигао 4. октобра.
Дана 1. октобра, Бањалучки корпус ЈНА је започео пробне нападе у западној Славонији, најављујући велики напор у којем ће бити ангажован главни део корпуса три дана касније. Напредовање је успоставило одбрамбене положаје непосредно испред Новске и Нове Градишке и заузело Јасеновац 8. октобра. Липик и део Пакраца су заузети четири дана касније. До тада је кампања ЈНА у западној Славонији изгубила замах.
У северној Далмацији, Кнински корпус ЈНА напао је Задар 4. октобра, стигао до његових предграђа и следећег дана прекинуо опсаду касарне Шепурине коју су држале ЗНГ. Напредовање је блокирала ЗНГ и примирје је договорено 7. октобра. Два дана касније, уследио је споразум о евакуацији објеката ЈНА у Задру, укључујући опрему која је тамо складиштена. Даље на југ, Титоградски корпус ЈНА и снаге његовог Војно-поморског округа напредовале су из источне Херцеговине и Боке Которске и продирале источно и западно од Дубровника 1. октобра, опседајући град до краја месеца. ЈНА је у том подручју имала подршку црногорске ТО. Иако је хрватских трупа које су браниле град било мало, град се одржао, подносећи све интензивније артиљеријско, поморско и ваздушно бомбардовање све док 7. децембра није договорен прекид ватре у том подручју. Како је опсада обликовала међународно мишљење о Хрватском рату за независност, постала је главни допринос померању ка међународној дипломатској и економској изолацији Србије и остатка Југославије, и резултирала је стварањем перцепције о Србији и остатку Југославије као агресорској држави.
Нападе ЈНА на Дубровник и Задар подржавала је Југословенска морнарица, која је блокирала обалу још у два наврата. Дана 3. октобра, сва пловидба из Хрватске, осим трајектних линија за Паг и острва у Кварнерском заливу, је обустављена. Блокада, осим Дубровника, укинута је 11. октобра. Коначна блокада, којом је поред Дубровника ограничен приступ Ријеци, Задру, Шибенику и Сплиту, почела је 8. новембра. Дана 15. новембра, Југословенска морнарица је претрпела губитке када је безуспешно напала Сплит и острво Брач. Југословенска блокада у северном Јадрану завршена је 22. новембра, али у јужном Јадрану осим код Дубровника укинута је 3. децембра.

### Хрватска контраофанзива
Хрватска је 8. октобра прогласила независност од Југославије. Иако је проглашењу дан раније претходио напад југословенског ратно-космијског ваздухопловства на председничку канцеларију у Загребу, хрватске власти су сматрале да ратна ситуација више није критична. Након ове процене уследило је наређење о припреми планова за контраофанзиву 12. октобра, и још три наређења за почетак офанзивних операција, која су издата до 20. новембра. Планови су укључивали обуздавање ЈНА јужно од Осијека, напредовање до реке Босут јужно од Винковаца, поновно заузимање Јасеновца и пута Окучани–Липик ради обезбеђивања планина Папук и Псуњ, напредовање ка Петрињи, Глини, Слуњу, Кореници и Грачацу, поновно заузимање Масленичког моста и пута Обровац –Грачац и заустављање напредовања ЈНА северозападно од Дубровника.
Најзначајнији резултати постигнути су у западној Славонији, где су хрватске снаге почеле да потискују ЈНА од Грубишног Поља према Липику 31. октобра, а од Нове Градишке према Окучанима 12. новембра. Средином новембра, још један продор дуж осовине Новска-Окучани повратио је неколико села до 9. децембра, док су хрватске снаге сада преименоване у ХВ повратиле Липик 7. децембра. Планине Папук и Билогора, северно од Пакраца, где ЈНА није подржавала милицију хрватских Срба, стављене су под хрватску контролу у истом периоду. Офанзива ХВ за поновно заузимање подручја Окучана, под шифрованим називом Операција Оркан 91, почела је последњих дана децембра. Подручје је нападнуто из праваца Пакраца, Новске и Нове Градишке. Напор није постигао напредак осим западно од Нове Градишке — али чак и тамо је био веома ограничен. Под међународним притиском, Туђман је обуставио офанзиву 26. децембра.
Друга значајна офанзива ХВ била је операција „Вихор“, покренута преко реке Купе 11. децембра. ХВ је имала задатак да напредује ка Глини, али операција је пропала након што је плитки мостобран успостављен у року од два дана. У Лици су се водиле битке за појединачна села, али је мало напретка постигнуто са обе стране. ЈНА је заузела четири села јужно од Осијека између 21. новембра и 16. децембра, али су линије фронта углавном постале статичне.

## Последице
Крај кампање догодио се у јануару 1992. године. Прави напредак ка окончању борби дошао је тек након што су српски политички лидери закључили да су њихови ратни циљеви постизања војне контроле над српским подручјима у Хрватској испуњени.  Између септембра и децембра 1991. године, ХВ је запленила много оружја и значајно повећала своје капацитете. Средином јануара 1992. године, командовала је са 155.772 војника и располагала је са 216 тенкова, 127 других оклопних возила и 1.108 артиљеријских оруђа. Иако су положаји ЈНА у западној Славонији били на ивици војног колапса, ХВ се борила на другим местима и њене залихе муниције су биле исцрпљене, док је ембарго УН на оружје спречио њено брзо снабдевање. До краја 1991. године, у сукобу је погинуло 6.000 Хрвата. Још 23.000 је рањено, а 400.000 је постало интерно расељена лица (ИРЛ). Неки извори наводе да је било чак 600.000 интерно расељених лица. Међу 6.000 погинулих је 3.761 војник. Губици ЈНА су званично пријављени на 1.279 погинулих у акцији, али је тај број могао бити знатно већи јер су жртве током рата стално биле недовољно пријављене. Контраофанзива ХВ у западној Славонији створила је 20.000 српских избеглица. Побегли су из тог подручја када је ЈНА наредила снагама хрватских Срба да се повуку, а потом су насељени у Барањи коју је држала ЈНА.
Током 1991. и почетком 1992. године, око 18.000 хрватских држављана је нестало или је било у држању од стране ЈНА или њених савезника. Око 8.000 њих је било заробљено у логорима за интерниране у Србији, Црној Гори, Босни и Херцеговини или на хрватској територији коју је контролисала ЈНА. Логори су били основани у Бегејцима, Стајићеву, Сремској Митровици, Нишу, Алексинцу, Мањачи, Бањалуци, Книну, Бучју, Белом Манастиру, Негославцима, Вуковару и Морињу. Око 300 заробљеника је умрло док су били заточени у логорима. Већина заробљеника је пуштена до августа 1992. Ажурирано: мај 2013. 1.703 особе се још увек воде као нестале као резултат кампање из 1991. године. Обе стране су починиле бројне злочине током сукоба. Најзначајнији који су починиле хрватске снаге био је масакр у Госпићу . Злочини које су починиле српске снаге били су далеко већих размера. Најзначајнији су били они почињени у Кијеву, убиство више од 200 ратних заробљеника након битке за Вуковар и бомбардовање Дубровника. Те ратне злочине је потом процесуирао Међународни кривични трибунал за бившу Југославију, који је основан 1993. године у складу са Резолуцијом 827 Савета безбедности УН.
Злочини су подстакли Немачку да средином новембра додели Хрватској дипломатско признање . Превазишла је противљење Уједињеног Краљевства, Француске и Сједињених Држава до краја децембра и формално признала Хрватску 23. децембра 1991. године. Након немачке одлуке, уследило је признање и од стране других држава чланица ЕУ 15. јануара 1992. године. Хрватски Срби су заузврат прогласили оснивање Републике Српске Крајине (РСК) 21. децембра 1991. године у подручјима која је држала ЈНА, а која су обухватала приближно 30% хрватске територије. РСК је била у потпуности економски и финансијски зависна од Србије.
Застој на бојном пољу омогућио је спровођење Венсовог плана — резултата дипломатске мисије у Југославији коју је упутио специјални изасланик генералног секретара Уједињених нација Сајрус Венс, уз помоћ америчког дипломате Херберта Окуна, и заменика генералног секретара Уједињених нација за специјална политичка питања Марака Гулдинга. Циљ му је био постизање преговора о окончању непријатељстава у Хрватској. План је предлагао прекид ватре, заштиту цивила у одређеним подручјима означеним као заштићене зоне УН и распоређивање мировних снага УН у Хрватској. План су подржали Милошевић, Кадијевић и Туђман, и њих тројица су у том смислу потписали Женевски споразум у Женеви, Швајцарска, 23. новембра 1991. године. Споразум је предвиђао прекид хрватске блокаде касарни ЈНА, повлачење особља и опреме ЈНА из Хрватске, спровођење прекида ватре и олакшавање испоруке хуманитарне помоћи. Стране споразума су се такође сложиле са распоређивањем мировне мисије УН у Хрватској . Мисија је потом одобрена Резолуцијом 721 Савета безбедности Уједињених нација од 27. новембра, након формалног захтева за распоређивање мировних снага УН који је претходног дана поднела југословенска влада. Споразум о имплементацији, којим се обезбеђује прекид ватре потребан за распоређивање мировних снага, потписали су хрватски министар одбране Гојко Шушак и заменик команданта 5. војне области ЈНА генерал Андрија Рашета у Сарајеву, Босна и Херцеговина, 2. јануара. Прекид ватре је генерално на снази након што је ступио на снагу 3. јануара у 6 часова. поподне, осим у области Дубровника, где је ЈНА остала на положајима око града и у Конавлима до јула 1992. Поморска блокада Дубровника је укинута 26. маја 1992. Као последица организационих проблема и кршења споразума о прекиду ватре, распоређивање мировних снага УН није почело до 8. марта. Историчар Марко Атила Хоар сматра да је Венсов план спасао побуњенике хрватских Срба од пораза.